# Heterocheirodon
Heterocheirodon és un gènere de peixos de la família dels caràcids i de l'ordre dels caraciformes.

## Taxonomia
- Heterocheirodon jacuiensis (Malabarba & Bertaco, 1999)[2]
- Heterocheirodon yatai (Casciotta, Miquelarena & Protogino, 1992)[3][4][5][6][7][8][9][10]